# Ed Wood (película)
Ed Wood es una película estadounidense de comedia dramática y biográfica de 1994, coproducida y dirigida por Tim Burton y protagonizada por Johnny Depp, Martin Landau, Sarah Jessica Parker, Patricia Arquette y Bill Murray. La película narra la vida del famoso director de cine bizarro y de culto Ed Wood. Fue escrita por Scott Alexander y Larry Karaszewski y está basada en la biografía Nightmare of Ecstasy, escrita por Rudolph Grey. Fue rodada en blanco y negro por decisión personal de Burton, ya que el actor húngaro Béla Lugosi, el otro foco de la historia, había hecho pocas películas en color durante su vida, además de estar popularmente asociado a los filmes que rodó en blanco y negro, algo que Burton deseaba que se siguiera manteniendo.
La historia narra la vida del director Ed Wood en los años en los que empezó a rodar sus primeros largometrajes, recogiendo los rodajes de sus películas Glen o Glenda, La novia del monstruo y la obra cumbre del director, Plan 9 del espacio exterior, mientras muestra a un joven Ed Wood con enormes problemas para encontrar financiación para sus películas. Ayudado por un grupo de excéntricos pero leales personajes y junto al famoso actor Béla Lugosi, Wood verá cumplido su sueño de dirigir largometrajes.
La personalidad de Ed Wood (papel por el que Johnny Depp fue candidato al Globo de Oro), es retratada de forma muy minuciosa, mostrando al director como una persona alegre, simpática, soñadora, luchadora, con una enorme ambición de hacer cine contrastada al mismo tiempo con una cierta falta de talento para ello. La relación entre Lugosi (papel por el que Martin Landau ganó el Óscar al mejor actor de reparto) y Wood es uno de los puntos fuertes de la película, mostrando una intensa amistad e idolatría entre ambos, sentimiento con el que Burton se sentía identificado debido a su similar relación con Vincent Price.
Burton rinde con esta película un homenaje al cine de terror y ciencia ficción de clase B, además de desarrollar, entre otras cosas, una visión bastante realista del Hollywood de los años 50, a través de la figura de Lugosi, ya en decadencia y con problemas de heroína debido a su ocaso cinematográfico. La película tuvo una pobre recepción en la taquilla estadounidense. Sin embargo, para la crítica esta es, junto con Edward Scissorhands y Big Fish, posiblemente una de las mejores obras del realizador, debido a su creatividad, su estilización y los diferentes temas que se tratan en ella.

## Argumento

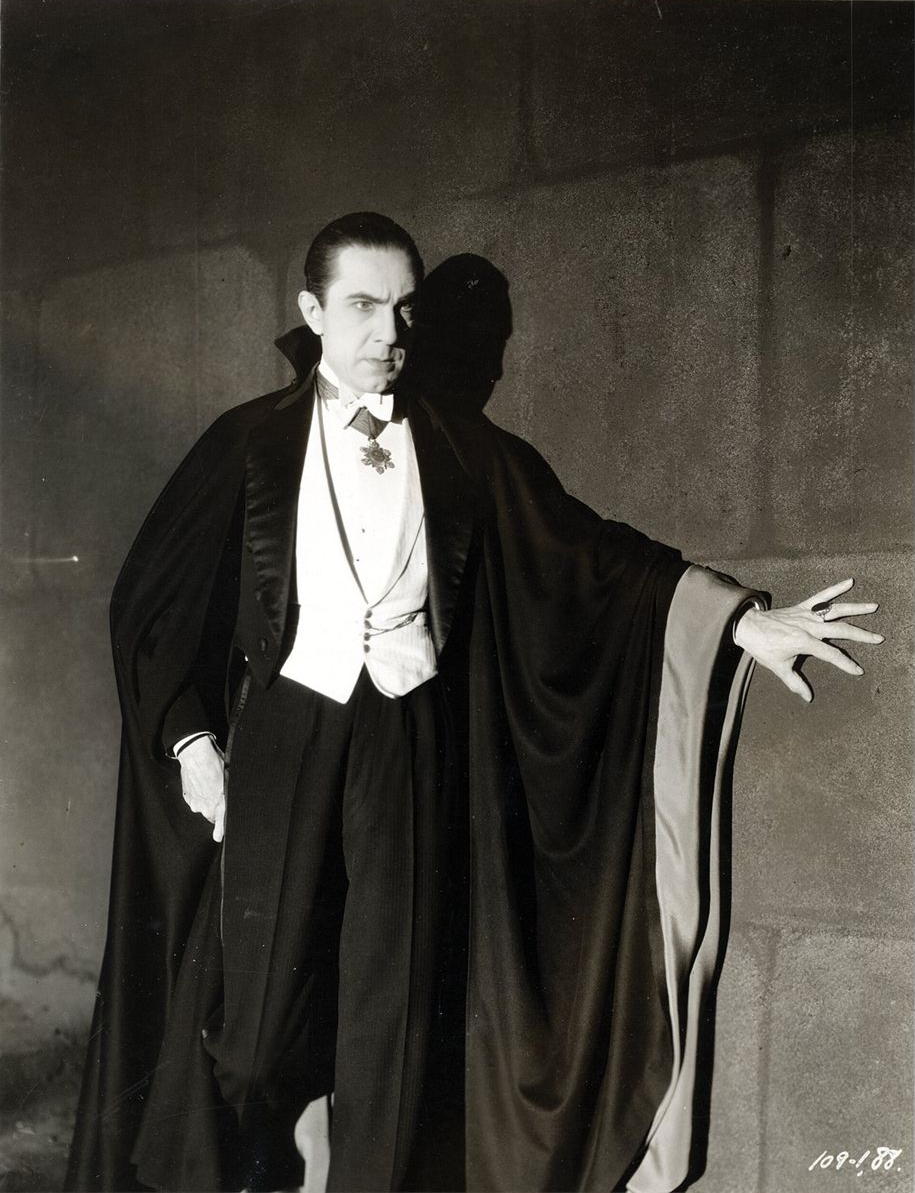
Béla Lugosi interpretando al Conde Drácula.

Ed Wood es un joven cineasta en ascenso que un día conoce a un productor de películas de bajo presupuesto que busca director para rodar su última película, una obra que trata sobre el travestismo. Wood logra convencer al productor para que le den el trabajo, alegando como motivo principal su propio travestismo. Finalmente le encargan el proyecto, que tiene como uno de los protagonistas al veterano actor húngaro Béla Lugosi, ya en decadencia, al que el director conoce en una funeraria mientras Lugosi está eligiendo su propio ataúd. A partir de ese momento, se forja una gran amistad entre Wood y Lugosi.
Wood cambia los planes previstos por el productor para su película, convirtiéndola en una especie de docudrama semiautobiográfico, donde el propio director se travestía y protagonizaba la historia. La película termina siendo un fracaso de crítica y público, que solo se estrenó porque ya había sido vendida a algunos cines antes de su rodaje. Lejos de venirse abajo, Wood busca el reparto para su nueva producción, La novia del monstruo. Como muestra de la excentricidad del director, mientras estaba viendo un combate de lucha libre, le ofrece uno de los papeles protagonistas al luchador sueco Tor Johnson. La obra (escrita dirigida y producida por Wood) volvió a ser un fracaso, a pesar de que el director llegaba a compararse con el mismísimo Orson Welles.
La muerte del anciano actor Béla Lugosi es uno de los golpes más duros en la vida de Wood. Poco después de estos acontecimientos ya tiene en mente un nuevo proyecto, para el cual sólo necesita la financiación necesaria, que encuentra en la Iglesia Bautista de Beverly Hills. Plan 9 del espacio exterior, la película resultante, es mal recibida en su estreno y considerada por muchos desde entonces como la peor cinta de todos los tiempos. Volvió a suponer un fracaso de taquilla y crítica debido a su ridículo argumento y a los numerosos errores que pueden encontrarse durante su reproducción.

## Reparto
- Johnny Depp como Ed Wood
- Martin Landau como Béla Lugosi

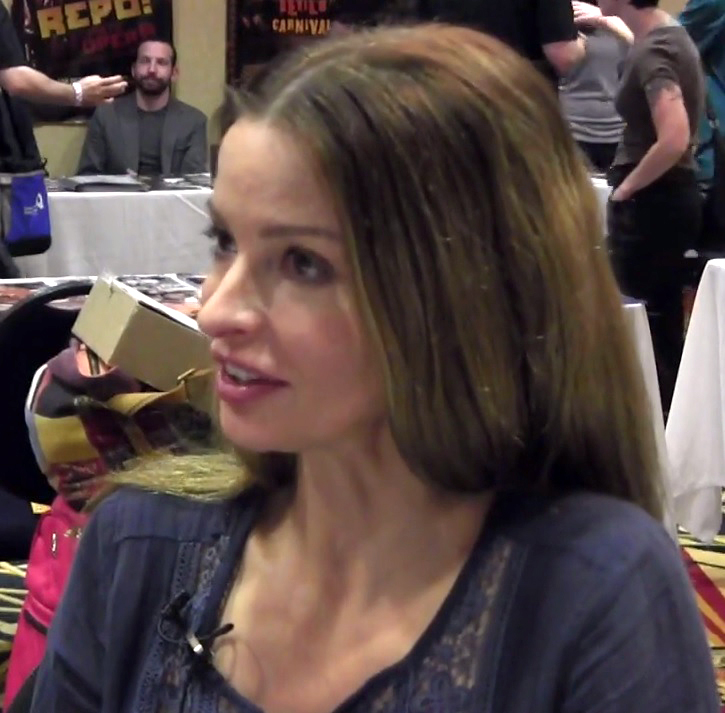
Lisa Marie, actriz que interpreta a Vampira en la película.

- Sarah Jessica Parker como Dolores Fuller
- Patricia Arquette como Kathy O'Hara
- Jeffrey Jones como Criswell
- Bill Murray como Bunny Breckinridge
- Mike Starr como George Weiss
- Lisa Marie como Vampira
- Max Casella como Paul Marco
- Brent Hinkley como Conrad Brooks
- George Steele como Tor Johnson
- Juliet Landau como Loretta King
- Ned Bellamy como Tom Mason
- Stanley DeSantis como Mr. Feldman
- Rance Howard como Old Man McCoy
- Vincent D'Onofrio como Orson Welles
- G. D. Spradlin como el reverendo Lemon

## Premios y candidaturas

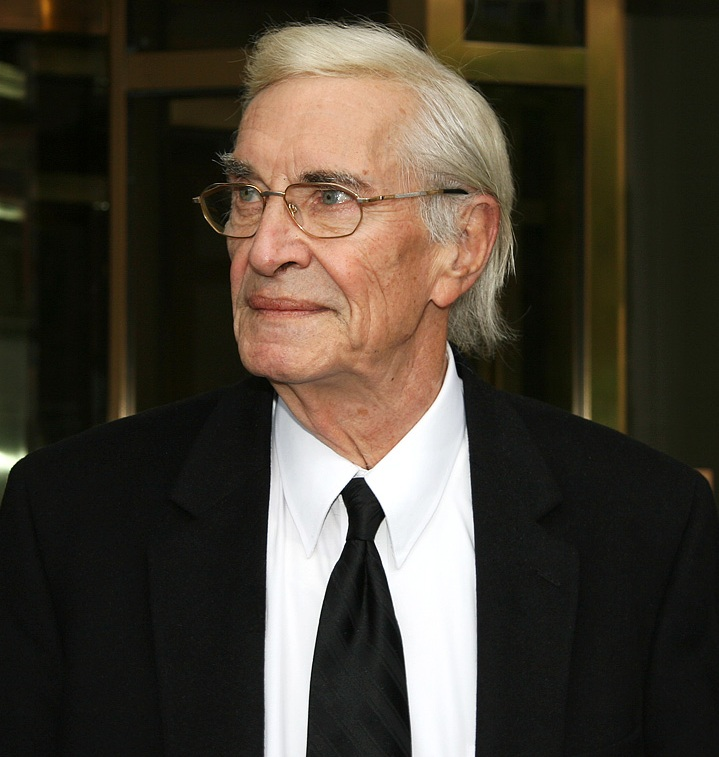
Martin Landau, ganador del Óscar por su interpretación de Béla Lugosi.

Premios Óscar
| Año  | Categoría              | Candidato                            | Resultado |
| ---- | ---------------------- | ------------------------------------ | --------- |
| 1994 | Mejor actor de reparto | Martin Landau                        | Ganador   |
| 1994 | Mejor maquillaje       | Rick Baker Ve Neill Yolanda Toussien | Ganadores |

Premios Globo de Oro
| Año  | Categoría                          | Candidato                          | Resultado |
| ---- | ---------------------------------- | ---------------------------------- | --------- |
| 1994 | Mejor película - Comedia o musical | Mejor película - Comedia o musical | Candidata |
| 1994 | Mejor actor - Comedia o musical    | Johnny Depp                        | Candidato |
| 1994 | Mejor actor de reparto             | Martin Landau                      | Ganador   |

Premios del Sindicato de Actores
| Año  | Categoría              | Candidato     | Resultado |
| ---- | ---------------------- | ------------- | --------- |
| 1994 | Mejor actor de reparto | Martin Landau | Ganador   |

Medallas del Círculo de Escritores Cinematográficos de 1995
| Categoría                 | Resultado |
| ------------------------- | --------- |
| Mejor película extranjera | Ganadora  |

## Banda sonora

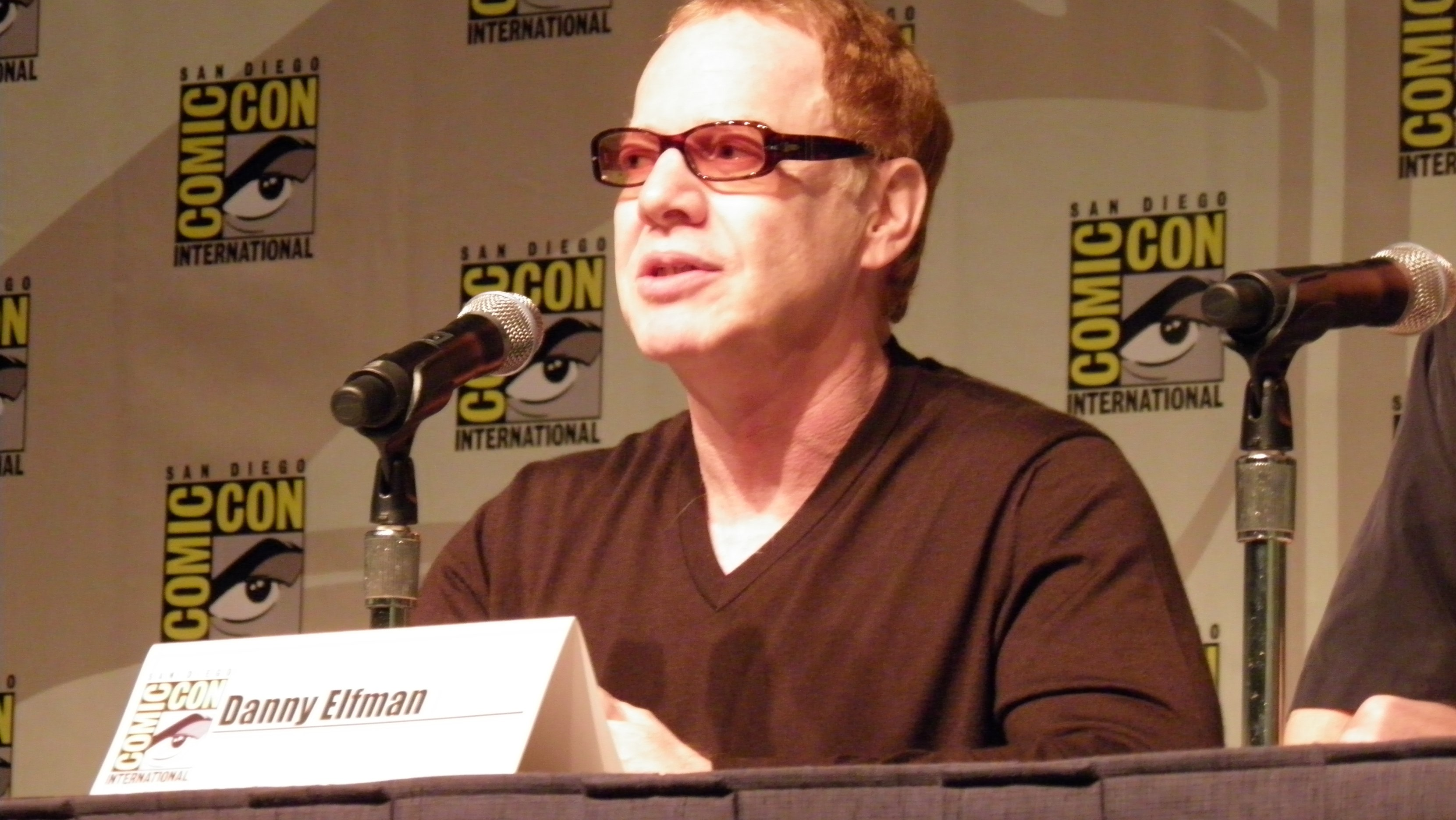
Danny Elfman en la Convención Internacional de Cómics de San Diego del año 2010.

Compuesta por Howard Shore y con una duración de 43:59 minutos, la banda sonora tiene la particularidad de ser una de dos películas, junto con Sweeney Todd, no orquestadas por Danny Elfman, constante mancuerna creativa de Tim Burton. El listado de temas incluidos en el disco compacto es:
1. Main Titles (05:04)
2. Backlot (01:06)
3. Mr. Lugosi/Hypno Theme (01:56)
4. Beware (00:56)
5. Glen, Or Glenda? (01:18)
6. Eddie, Help Me (01:56)
7. Elmogambo (03:20)
8. Bride Of The Monster (01:17)
9. I Have No Home (01:20)
10. Tuba Mambo (01:53)
11. Nautch Dance (01:27)
12. Angora (01:23)
13. Sanitarium (03:42)
14. Ed And Kathy (01:28)
15. Elysium (02:16)
16. Grave Robbers Begins (01:16)
17. Lurk Him (01:04)
18. Ed Takes Control (04:06)
19. Eddie Takes A Bow (01:00)
20. This Is The One (01:58)
21. Ed Wood (Video) (03:22)

## Edición especial en DVD

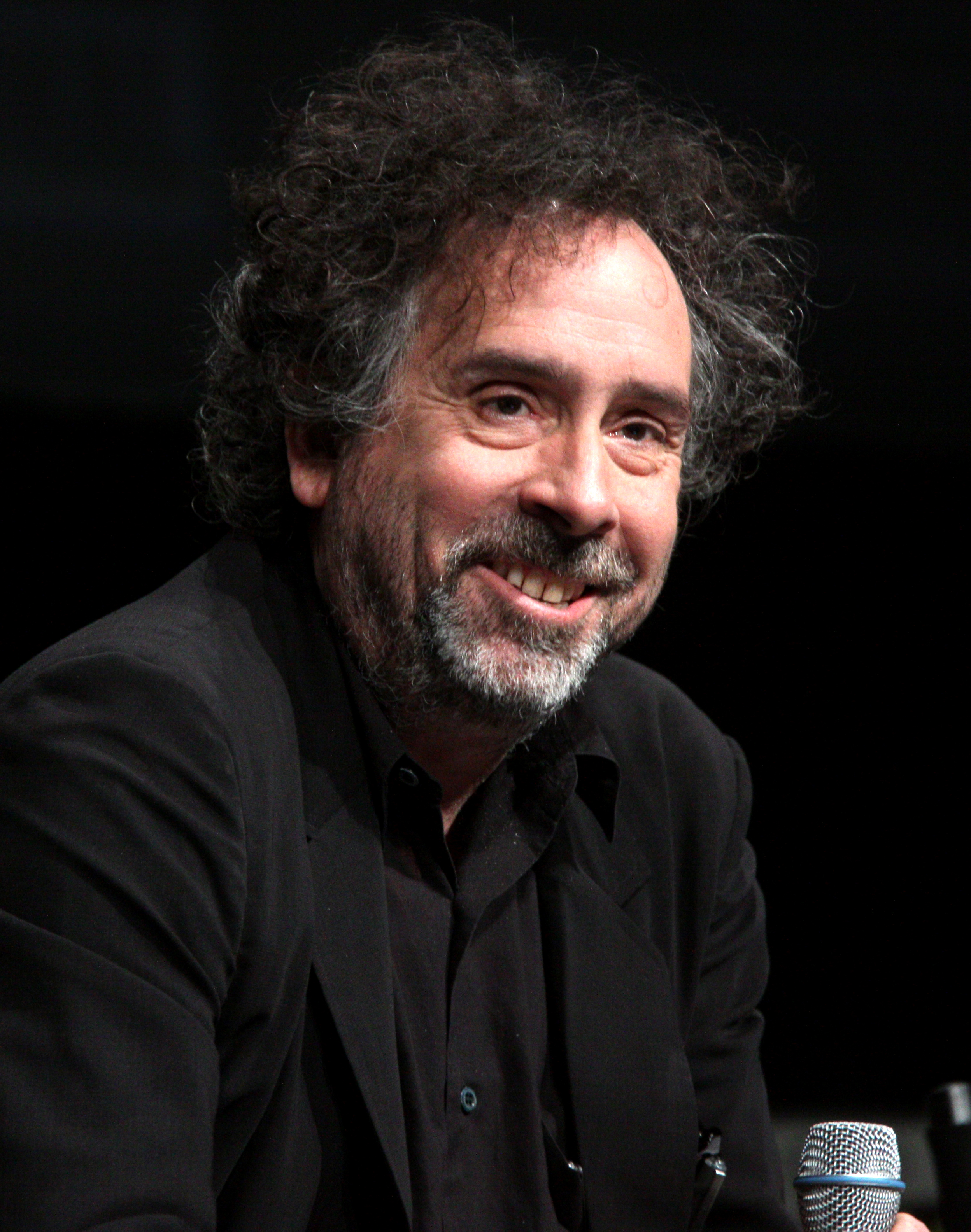
Tim Burton, director de la película.

La edición especial de la película fue sacada a la venta el 13 de diciembre del 2002 a través de Touchstone/Buena Vista. A pesar de ser una edición especial de un solo disco incorpora un amplio número de extras, entre los que se incluyen:
- Audiocomentario (subtitulado): Con la participación de Tim Burton, Scott Alexander, Larry Karaszewski, Martin Landau, Colleen Atwood, Stefan Czapsky y de "miles y miles de profanadores de tumbas". Los participantes tratan desde cómo el personaje de Wood interesó a Burton, aportan datos de la vida de Wood, sobre las escenas eliminadas, el guion, el por qué del rodaje en blanco y negro (nadie había visto en el cine a Bela Lugosi en color), la elección y caracterización de Martin Landau, y muchos detalles sobre la vida de Lugosi y de Wood.

- Vídeo musical de 3:30 minutos. Imagen 4:3, sin subtitular (sólo música): Con imágenes de la escena del cementerio de la película, durante el rodaje de Plan 9 del espacio exterior.

- Tráiler de cine, imagen 4:3 a pantalla completa, en inglés con subtítulos, 2' 19.

- "Grabemos esto", 13:55 min. Featurette promocional de la película, presentado por Johnny Depp vestido de mujer. Incluye imágenes del rodaje tras las cámaras, donde se puede ver ahora en color (aunque otras de las filmaciones del rodaje son en blanco y negro) cómo se hicieron algunas de las escenas del film. Además, se ve a Tim Burton en acción, dirigiendo en el rodaje a su troupe de actores.

- "El Theremin", 7:25 min. Howard Shore habla de cómo se inspiró en la música de las películas de ciencia ficción de los '50 para crear la particular música de las películas de Wood, usando un instrumento electrónico llamado theremín. Se ven también curiosas imágenes de este peculiar instrumento, presentado por el músico Mark Segal.

- "Caracterizar a Bela", 8:16 min.: Documental corto sobre cómo Martin Landau se convirtió para la película en la viva imagen de Bela Lugosi. Participa también el maquillador Rick Baker y se incluyen imágenes de archivo de Lugosi, para poder comprobar la extraordinaria caracterización lograda por Landau.

- "Cuando Carol conoce a Larry", 9:23 min. Marie Keller, directora ejecutiva del Centro de Géneros de Los Ángeles, junto con Gina Lance (editora de Girl Talk) y su esposa Carol Gendler hablan sobre el travestismo y sobre la película Glen or Glenda de Ed Wood.

- "Maqueta de Hollywood", 13:50 min. Tim Duffield, diseñador de producción habla de cómo fue contratado por Tim Burton para hacer los decorados de su película. Se ven desde los dibujos con los diseños hasta la construcción de las maquetas de Hollywood. Duffield estudió todos los trabajos de Wood para ver cómo aquel creaba sus decorados, con el fin de poder reproducirlos en la medida de lo posible en la película de Burton.